# Hem Chieu
Hem Chieu (1898 – 1943) là một tu sĩ Phật giáo và nhà đấu tranh ủng hộ độc lập dân tộc người Campuchia.
Hem Chieu là một giáo sư tại trường Cao học tiếng Pali tại Phnôm Pênh, và cực lực phản đối nỗ lực của chính quyền thực dân Pháp, bắt đầu từ cuối thập niên 1930, việc Latinh hóa hệ thống chữ viết Khmer. Mặc dù những cải cách không được dự định sẽ được áp dụng cho văn bản tôn giáo, ông bắt đầu lớn tiếng chỉ trích chính quyền thực dân Pháp. Ông bắt tay liên kết với hai nhà hoạt động dân tộc khác là Sơn Ngọc Thành và Pach Chheoun, biên tập viên và nhà sáng lập tờ báo tiếng Khmer Nagaravatta với chủ trương ủng hộ độc lập. Nhà chức trách Pháp tin rằng Thành, Chieu và Chheoun được sự hậu thuẫn của Nhật Bản, đã cố gắng tuyển mộ người nhằm mưu đồ giành độc lập từ tay người Pháp.
Ngày 18 tháng 7 năm 1942, chính phủ thuộc địa đã ra lệnh bắt giam Chieu và đồng sự Nuon Dong. Chieu bị cáo buộc đã rao giảng xúi giục quân đội Khmer trong lực lượng dân quân thuộc địa nhằm chuẩn bị cuộc nổi dậy chống Pháp, vụ bắt giữ ông đã gây chấn động sâu rộng tới nhiều thành viên khác của tăng đoàn. 
Ngay lập tức đã xảy ra một cuộc biểu tình lớn nhằm phản đối vụ bắt giữ, với sự tham gia của nhiều nhà sư do Thành và Chheoun tổ chức hai ngày sau đó tại Phnôm Pênh. Pach Chheoun diễu hành ở ngay hành đầu những người biểu tình và một vài người trong số các nhà sư sau này sẽ đóng một vai trò tích cực trong nền chính trị Campuchia, cũng như các nhà hoạt động Cộng sản sau này như Achar Mean (Sơn Ngọc Minh) và Achar Sok (Tou Samouth) đều có mặt. Cuộc biểu tình đã bị người Pháp đàn áp dữ dội, kết quả là Chheoun bị bắt và bị kết án tử hình (sau đó giảm xuống tù chung thân).
Tuy bị giam cầm trong ngục tù thế nhưng Hem Chieu "vẫn cứ rao giảng" theo lời một quan sát viên, đồng thời bị một tòa án quân sự kết án tử hình, sau giảm xuống còn tù chung thân với lao động khổ sai. Ông qua đời tại nhà tù Côn Đảo vào tháng 10 năm 1943. Trong thời gian ở đây ông đã gặp một số nhà lãnh đạo Việt Minh như Phạm Văn Đồng và Tôn Đức Thắng, người sau này có liên quan tới hành vi anh hùng của Hem Chieu trong nhà tù dẫn đến việc xử phạt trực tiếp góp phần vào bệnh tật và cái chết của ông.
Hem Chieu mau chóng được những nhà chủ nghĩa dân tộc cánh tả Campuchia và quân nổi dậy của Mặt trận Issarak Thống nhất xem như người hy sinh cho nền độc lập dân tộc. Vào năm 1950, một trường học chính trị mang tên Hem Chieu được thành lập ở phía tây nam đất nước và một đơn vị du kích vũ trang cũng đặt dựa theo tên ông. Thời Cộng hòa Khmer đã vinh danh ông là anh hùng dân tộc Campuchia.